# Perovskite
La perovskite (simbolo IMA: Prv) è un minerale comune che dà il nome all'omonimo supergruppo, all'interno del quale viene collocato nel gruppo delle perovskiti stechiometriche e da lì al sottogruppo della perovskite; appartiene alla famiglia degli "ossidi e idrossidi" e possiede composizione chimica CaTiO3.
Da un punto di vista chimico, il minerale è un titanato di calcio.

## Etimologia e storia
La perovskite è stata chiamata in questo modo nel 1839 dal mineralogista tedesco Gustav Rose (1798 - 1873) in onore del mineralogista e politico russo Lev Alekseevič Perovskij (1792-1856), che diede inizio a molti scavi minerari.

## Classificazione
La classica nona edizione della sistematica dei minerali secondo Strunz, aggiornata dall'Associazione Mineralogica Internazionale (IMA) fino al 2009, elenca la perovskite nella classe "4. Ossidi (idrossidi, V[5,6] vanadati, arseniti, antimoniti, bismutiti, solfiti, seleniti, telluriti, iodati)" e nella sottoclasse "4.C Metallo:Ossigeno = 2:3, 3:5 e simili"; questa è ulteriormente suddivisa in base alla dimensione dei cationi coinvolti, in modo da trovare la perovskite nella sezione "4.CC Con cationi di media e grande dimensione" dove insieme a barioperovskite, lakargiite, latrappite, lueshite, megawite e natroniobite forma il sistema nº 4.CC.30.
Tale classificazione rimane invariata anche nell'edizione successive, proseguita dal database "mindat.org" e chiamata Classificazione Strunz-mindat.
Nella Sistematica dei lapis (Lapis-Systematik) di Stefan Weiß la perovskite si trova nella sezione degli "ossidi" e nella sottoclasse degli "ossidi con rapporto metallo:ossigeno = 2:3 (M2O3 e composti correlati)"; qui forma la "serie della perovskite" con il numero di sistema IV/C.10 insieme a megawite, lakargiite, latrappite, barioperovskite, tausonite, loparite, isolueshite, pauloabibite, lueshite, natroniobite, macedonite, vapnikite.
Anche la classificazione dei minerali secondo Dana, usata principalmente nel mondo anglosassone, elenca la perovskite nella famiglia degli "ossidi e idrossidi"; qui è nella classe degli "ossidi" e nella sottoclasse degli "ossidi semplici con carica cationica 3+ (A2O3)", dove forma il "gruppo della perovskite" con il sistema nº 04.03.03 insieme a latrappite, loparite, lueshite, barioperovskite e tausonite.

## Abito cristallino
La perovskite cristallizza nel sistema ortorombico nel gruppo spaziale Pnma (gruppo nº 62) con i parametri di cella a = 5,447(1) Å, b = 7,654(1) Å e c = 5,388(1) Å, oltre ad avere 4 unità di formula per cella unitaria.

## Origine e giacitura
La perovskite è un minerale accessorio nelle rocce mafiche alcaline, come sieniti nefeliniche, kimberliti, carbonatiti ed è un minerale accessorio comune nelle inclusioni ricche di calcio–alluminio in alcune condriti carbonacee. La perovskite è presente anche in skarn calcarei. La paragenesi è con åkermanite-gehlenite, ilmenite, magnetite, nefelina e titanite.
La perovskite è un minerale molto comune e sono numerosissimi i siti di ritrovamento. Qui si ricorda solo la sua località tipo è la miniera di "Akhmatov" (55.30417°N 59.65611°E) nel Kusinskij rajon nell'oblast' di Čeljabinsk (in Russia).

## Forma in cui si presenta in natura
La perovskite forma strutture solitamente simili a cubi distorti, con la dimensione laterale fino a 12 cm, striati parallelamente a [001] e [110]; più raramente la forma è cubico-ottaedrica od ottaedrica, con forme aggiuntive di tipo scheletrico, dendritico, reniforme o granulare-massiccio.
La perovskite è da trasparente a traslucida con lucentezza tra l'adamantino e il semi-metallico; il colore può essere nero, marrone rossastro, giallo arancio, giallo miele, nero bluastro, mentre il colore del suo striscio va dal grigio-bianco all'incolore.

## Utilizzi
Al 2022 le celle solari con perovskite e tecnologia inverter hanno raggiunto un'efficienza energetica del 24%, conservata all'87% dopo 2 400 ore di funzionamento a 55 °C. Sempre nel 2022, con la tecnologia a 4 terminali è stata raggiunta un'efficienza del 31.2%. Nel giugno del 2024 la società cinese "LONGi Green Energy Technology Co., Ltd." ha annunciato un nuovo record di efficienza delle celle tandem silicio-perovskite del 34,6%.